# زيان (طير)
زَيَّان (الاسم العلمي: Chlamydera) جنس طير من فصيلة طيور التعريشة.

## الأنواع
جميع الأنواع توجد في أستراليا وغينيا الجديدة:
- طائر التعريشة ذو الصدر الأيلي (Chlamydera cerviniventris)
- طائر التعريشة الغربي (Chlamydera guttata)
- طائر التعريشة الكبير (Chlamydera nuchalis)
- طائر التعريشة أصفر الصدر (Chlamydera lauterbachi)
- طائر التعريشة المرقط (Chlamydera maculata)